# Ponç Pons

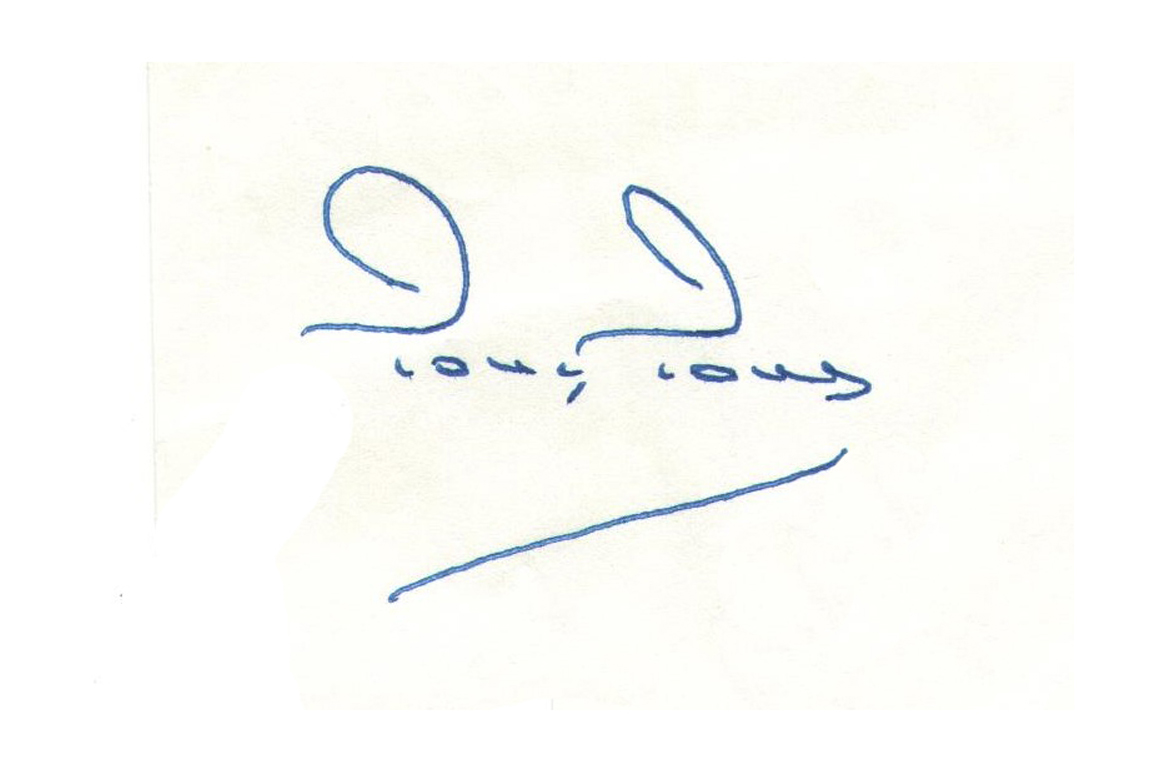
Firma

Ponç Pons Giménez (nacido en Alayor, Menorca, 1956) es un escritor español en lengua catalana.

### Poesía
La extensa obra lírica de Ponç Pons se puede dividir en tres períodos. El primero, 1978 y 1988, que se puede apreciar el proceso de iniciación y formación del poeta y la confirmación de su vocación y su voz. El segundo, 1989 y 1997, es donde se sitúa el gran compromiso que el autor Ponç Pons mantiene con la poesía, y la impresionante madurez del artista. El tercer período y último, 1998 hasta la actualidad, se caracteriza por el abandono del culturalismo y el principio de una poesía que se nutre de la vida moral del poeta. 
Sus principales obras:
- Al Marge. Palma de Mallorca: Moll, 1983.
- Lira de Bova. Manacor: Colección Tià de Sa Real, 1987.
- Desert encès. Barcelona: Quaderns Crema, 1989.
- On s'acaba el sender. Barcelona: Edicions 62, 1995.
- Estigma. Barcelona: Edicions 62, 1995.
- El salobre. Barcelona: Proa, 1997.
- Abissínia. Barcelona: Columna, 1999.
- Pessoanes. Alzira: Bromera, 2003.
- Nura. Barcelona: Quaderns Crema, 2006.
- Camp de Bard. Barcelona: Proa, 2015.

### Aforismos
- El rastre blau de les formigues. Barcelona. Quaderns Crema, 2014.

### Narrativa
- Vora un balcó sota un mar inaudible. Palma de Mallorca: Moll, 1981.
- Cor de pàgina estrellada. Maó. Editorial Althor: 1984. edición revisada. Palma de Mallorca, Cofuc: 2007.

### Teatro
- Lokus. Pollença: Gall Editor, 2009.

### Narrativa infantil y juvenil
- El drac Basili. Palma de Mallorca: Moll, 1992.
- Miquelet el futbolista. Palma de Mallorca: Moll, 1992.
- Memorial de Tabarka. Barcelona: Cruïlla, 1993.
- Entre el cel i la terra. Barcelona: La Galera, 1993.
- L'hivern a Belleville. Barcelona: Cruïlla, Gran Angular, 1994.
- El vampiret Draculet. Barcelona: Cruïlla, 1994.
- El rei negre. Barcelona: La Galera, 2002.

### Dietarios
- Dil·latari. Barcelona. Cuadernos Crema, 2005.
- Els ullastres de Manhattan. Barcelona. Quaderns Crema, Col•lecció D'Un dia l'altre, 2020.

### Traducciones
- Quatre poetes portuguesos. Palma de Mallorca. Universitat de les Illes Balears, 1989.
- Sophia de Mello Breyner Andresen. Antologia poètica. Palma de Mallorca. Lleonard Muntaner, editor, 2003.
- Salvatore Quasimodo. Dia rere dia. Barcelona. Jardins de Samarcanda, 2005.

## Principales premios literarios
- Cavall Verd de Traducció Poètica, 1989: Quatre poetes portuguesos.
- Ciudad de Palma, Joan Alcover, 1995: On s'acaba el sender.
- Flor Natural als Jocs Florals de Barcelona, 1996.
- Premio de la Crítica Josep Maria Llompart, 1995: Estigma.
- Guillem Cifre de Colonya, 1995: Entre el cel i la terra.
- Carles Riba, 1996: El salobre.
- Viola d'Or als Jocs Florals, 2002: Nura.
- Alfonso el Magnánimo, 2004: Pessoanes.
- Premio de la Crítica de la Asociación de Escritores en Lengua Catalana, 2004: Pessoanes.
- Premio Ramon Llull, 2007.
- Premio Nacional de la Crítica Catalana, 2007: Nura.
- Premio de la Crítica «Serra d'Or», 2007: Nura.
- 38° Premio de Poesía Miquel de Palol, 2015: Camp de Bard.